# Jacques-Philippe Voïart
Jacques-Philippe Voïart est un administrateur et homme de lettres français, né le 10 juin 1756 à Metz, et mort le 20 août 1842 à Choisy-le-Roi.

## Biographie
Jacques-Philippe Voïart naît le 10 juin 1756 à Metz. Il est le fils de Philippe Voïart, contrôleur des vivres, et de Suzanne-Nicole Régnier.
Jacques-Philippe Voïart devient agent en chef des subsistances militaires de l'armée du Nord.
Il épouse à Metz, en 1794, Jeanne-Amable Bouchotte, sœur du ministre de la guerre, Jean-Baptiste Bouchotte, de qui il a Amable Tastu. Veuf, il se remarie à Paris, en 1809, à Anne-Élisabeth-Élise Petit-Pain, plus connue sous le nom d'Élise Voïart.
Proche de Rouget de l'Isle, il fut un des signataires de son acte de décès.
Il meurt le 20 août 1842 à Choisy-le-Roi.

## Œuvres
- Le Petit dessinateur, ou les vrais élèmens du dessin enseignés en seize leçons, ouvrage élémentaire adapté pour les écoles normales primaires.
- Entretien sur la théorie de peinture pour aider aux progrès des jeunes personnes qui cultivent cet art, Paris, Aubry, s. d.
- Lettres impartiales sur les expositions de l'an XIII, Paris, Dentu, 1804 [lire en ligne]
- Lettres impartiales sur les expositions de l'an 1806,  Paris, Aubry et Petit, 1806. [lire en ligne]
- Victoires, conquêtes, désastres, revers et guerres civiles des Français de 1792 à 1815, Par une Société de militaires et de gens de lettres, Charles Théodore Beauvais de Préau, Jacques Philippe Voïart, Ambroise Tardieu, Panckoucke, Paris, 1820

## Collectionneur
- Jacques-Philippe Voïart reçut comme témoignage de reconnaissance du peintre Charles de Boisfremont un dessin de Pierre-Paul Prud'hon représentant L'Assomption de la Vierge. Cette esquisse d'un tableau réalisé pour la chapelle des Tuileries est de nos jours au musée du Louvre.

## Iconographie
Son portrait par Taco Scheltema est conservé au musée des Beaux-Arts de Nancy.